# Saint-Pierre-Saint-Jean
 Saint-Pierre-Saint-Jean  es una población y comuna francesa, ubicada en la región de Ródano-Alpes, departamento de Ardèche, en el distrito de Largentière y cantón de Les Vans.

## Demografía
| 195 | 181 | 148 | 136 | 114 | 133 |
| Para los censos de 1962 a 1999 la población legal corresponde a la población sin duplicidades (Fuente: INSEE [Consultar]) |     |     |     |     |     |